# 도법 (승려)
도법(제주특별자치도, 1949년 ~ )은 대한민국의 승려이다.

## 생애
1949년 제주도에서 태어났고 1966년(당시 18세) 전라북도에 위치한 금산사에서 출가했다. 1998년 말 조계종이 기존의 총무원과 정화개혁회의로 나뉘어 다툴 때 총무원장 권한대행으로 분규를 마무리짓고 실상사로 내려갔다.
1969년 해인사 강원을 거치고, 이후 13년 동안 봉암사와 송광사 등 제방선원에서 선수행을 했다. 1987년엔 전라도 금산사 부주지를 맡았고, 1990년엔 청정불교운동을 이끈 개혁승가 결사체 선우도량을 만들었다. 1995년부터 실상사 주지를 맡았고, 인간화 생명살림의 길을 열어가기 위해 1998년 실상사 소유의 땅 3만 평을 내놓고 귀농전문학교를 설립했다. 1999년엔 인드라망생명공동체를 창립하면서 귀농운동 차원을 넘어 생활협동조합, 대안교육, 환경연대 운동 등으로 활동영역을 넓혀갔다.
2001년부터 2003년까지 지리산 바깥출입을 삼가고 <생명평화 민족화해 지리산 1000일 기도>를 올리면서 생명평화의 화두와 실천을 사회화하는 기반을 가꾸었다. 1000일기도가 끝난 2003년 11월 지리산공부모임과 지리산 1000일 기도의 뜻에 공감하는 이들과 함께 <생명평화결사>를 만들었다.
2004년 실상사 주지를 그만두고 2004년 3월 1일부터 2008년 12월 14일까지 5년 동안 전국 방방곡곡 지역을 걷고 지역주민, 종교인, 관의 인사들과 만나고 대화하는 생명평화탁발순례를 했다. 5년 동안 3만리를 걸었으며 8만명의 사람을 만났다.
2013년 현재, 실상사 회주, 사)한생명 이사장, 인드라망생명공동체 상임대표, 사단법인 숲길 이사장을 맡고 있으며, 불교적 시각에서 사회 갈등에 대한 대안을 모색하는 조계종 화쟁위원회 위원장, 자성과 쇄신 결사 추진본부 본부장으로 활동하고 있다. 2014년 3월 3일부터 6월 10일까지 ‘화쟁코리아100일순례’를 하기도 했다.
조계종 일부 고위직 승려들의 권력다툼과 범계문제가 심각하게 대두되는 상황 속에서 '자성과 쇄신 결사 본부장'으로 취임하였다. 화쟁의 방식으로 문제를 풀어나간다는 기조하에 사업들을 추진하였으나, 현실적 대안이 부족한 상태에서 순례와 기도 혹은 참회 법회를 진행한다는 비판이 있었다. 이에 대해 수의학자이자 바른불교재가모임 상임대표인 우희종은 부정적인 평가를 하였다.

## 경력
- 1995년: 남원 실상사 주지
- 1997년: 선우도량 대표, 실상사귀농학교 교장
- 1998년: 인드라망생명공동체 상임대표
- 2004년: 생명평화 탁발순례단 단장/국가보안법 폐지 기자회견
- 2012년: (사) 숲길 이사장
- 2014년: 이석기 무죄석방 탄원, 백년대계본부장
- 2019년: 대한불교조계종 화쟁위원

## 수상
- 2003년: 교보생명 환경문화상 환경운동부문 대상
- 2003년: 제5회 인제인성대상
- 2008년: 포스코 청암상 봉사상
- 2010년: 불교평론 논문상

## 저서
- 《화엄경과 생명의 질서》. 세계사. 1990.
- 《길 그리고 길》. 선우도량. 1995.
- 《화엄의 길 생명의 길》. 선우도량. 1999.
- 《청안청락하십니까》. 동아일보사. 2000
- 《내가 본 부처》. 호미. 2001.
- 《부처를 만나면 부처를 죽여라》. 아름다운인연. 2004.
- 《그물코 인생 그물코 사랑》. 불광출판사. 2008년. ISBN 9788974795504
- 《망설일 것 없네 당장 부처로 살게나》. 불광출판사. 2011년. ISBN 9788974796471
- 《지금 당장,》. 다산북스. 2013년. ISBN 9788963709406

### 공저
- 김민웅·도법·김인국. 《잡설》. 꽃자리. 2012년. ISBN 9788977772168

### 관련도서
- 《도법스님의 생명평화탁발순례기 사람의 길》. 김택근. 들녘. 2008.